# Linia kolejowa nr 206
Linia kolejowa nr 206 – drugorzędna, jednotorowa, w większości niezelektryfikowana linia kolejowa łącząca stację Inowrocław Rąbinek ze stacją Żnin. Dawniej linia funkcjonowała na dłuższym odcinku do stacji Drawski Młyn.
W 1888 otwarto pierwszy odcinek linii z Wągrowca do Rogoźna, a w 1889 z Kościelca Kujawskiego do Wągrowca. Kolejnym uruchomionym odcinkiem była trasa Rogoźno Wielkopolskie – Drawski Młyn, otwarta w 1896 roku. W 1965 roku linia kolejowa zmieniła przebieg w związku z rozbudową stacji Inowrocław Towarowy. Wybudowano dwa nowe odcinki linii: z Inowrocławia Rąbinka do podg Dziarnowo, który następnie zelektryfikowano oraz Dziarnowo - Kościelec Kujawski biegnący po łuku od Dziarnowa, z nowym przystankiem Kościelec Kujawski. Stara linia została odcięta i służyła jako tor wyciągowy do górki rozrządowej. Począwszy od roku 1993 stopniowo zawieszano ruch pasażerski na linii. Ostatnim czynnym dla ruchu osobowego odcinkiem była trasa Żnin – Dziarnowo, gdzie pociągi osobowe przestały kursować w maju 2004 roku.
W 2010 roku w związku z planowanym remontem linii kolejowej nr 356 z Poznania do Wągrowca przywrócono przejezdność linii na odcinku Wągrowiec – Rogoźno Wielkopolskie. Od 1 czerwca 2011, z powodu zamknięcia remontowanej linii do Poznania, uruchomiono przewozy pasażerskie na tym odcinku – umożliwiło to mieszkańcom Wągrowca i Gołańczy dojazd pociągiem do Poznania przez Rogoźno Wielkopolskie. 1 marca 2012 roku połączenie Wągrowiec – Rogoźno zostało zawieszone. W związku z remontem linii kolejowej nr 3 i objazdami pociągów pasażerskich na odcinku Inowrocław Rąbinek - Dziarnowo podniesiono prędkość dla pociągów pasażerskich i szynobusów z 60 do 100 km/h.
Odcinek Wągrowiec - Bzowo Goraj wchodzi w skład linii kolejowej nr 236.